# Säbytorp
Säbytorp är ett fritidshusområde och småort i Stora Kils distrikt (Stora Kils socken) i Kils kommun.
Man spelade in en sekvens av Selma Lagerlöfs "Kejsarn av Portugallien" här.